# ویکتور پاتل
ویکتور پاتل (انگلیسی: Victor Potel؛ ‏ ۱۲ اکتبر ۱۸۸۹ – ۸ مارس ۱۹۴۷) بازیگر اهل ایالات متحده آمریکا بود.
از فیلم‌ها یا برنامه‌های تلویزیونی که وی در آن نقش داشته است، می‌توان به محموله ویژه، سربازان پیاده، داستان پالم بیچ، خشم، سفرهای سولیوان، راگلزهای رد گپ، میسیسیپی، احیای خود، بیلیون‌ها، گناه هارولد دیدلباک و رینو اشاره کرد.